# Pastor aeternus

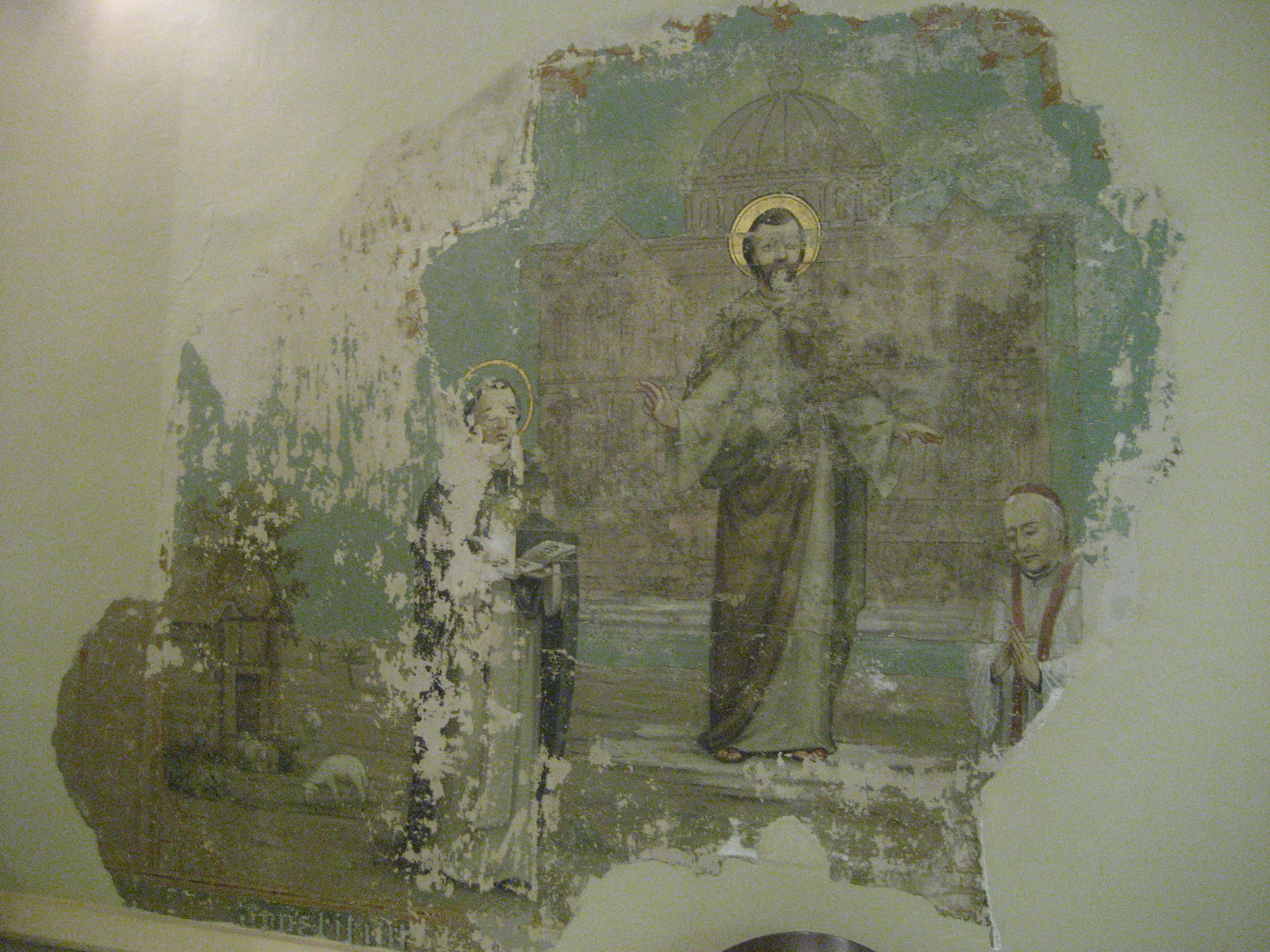
Pintura para comemorar o dogma da infalibilidade papal (Voorschoten, 1870). Da esquerda para a direita: Tomás de Aquino, Cristo e o Papa Pio IX.

Pastor aeternus ("Primeira Constituição Dogmática sobre a Igreja de Cristo") foi emitida pelo Primeiro Concílio do Vaticano, em 18 de julho de 1870. O documento define quatro doutrinas da fé católica: a primazia apostólica conferida a Pedro, a perpetuidade da primazia petrina nos pontífices romanos, a definição da primazia papal como uma supremacia papal e a infalibilidade papal. – autoridade de ensino infalível (magistério) do Papa.

## Primado petrino e papal
Há um consenso geral entre os estudiosos sobre a preeminência que o Pedro histórico teve entre os discípulos de Jesus, tornando-o "o membro mais proeminente e influente dos Doze durante o ministério de Jesus e na Igreja primitiva".
Foi somente a Simão, a quem já havia dito: "Serás chamado Cefas", que o Senhor... disse estas palavras: "Bem-aventurado és tu, Simão Barjonas. Porque não foi carne e sangue que to revelaram, mas meu Pai, que está nos céus. E eu te digo: tu és Pedro, e sobre esta pedra edificarei a minha Igreja, e as portas do inferno não prevalecerão contra ela. Eu te darei as chaves do reino dos céus; tudo o que ligares na terra será ligado nos céus, e tudo o que desligares na terra será desligado nos céus".
A Primazia de Simão Pedro é essencial para a visão da primazia papal como supremacia papal: isto é, a ideia de que o papado, por instituição divina, goza da autoridade delegada por Jesus sobre toda a Igreja. A primazia do Bispo de Roma sobre toda a Igreja Católica deriva do status do papa como sucessor de Pedro como "Príncipe dos Apóstolos" e como "Vigário de Cristo" (Vicarius Christi). O Primeiro Concílio do Vaticano definiu a primazia papal no sentido de supremacia papal como uma instituição essencial da Igreja que jamais pode ser abandonada.

## Magistério
1. ↑  Hardon, John. Modern Catholic Dictionary. [S.l.]: Eternal Life.
2. ↑  Stylianopoulos, Theodore. "Concerning the Biblical Foundation of Primacy", in Walter Kasper (editor), The Petrine Ministry (Paulist Press 2008 ISBN 978-0-80914334-4), pp. 43–44
3. ↑  Pastor aeternus, Chapter 1, §2, July 18, 1870

Na Igreja Católica, a palavra "Magistério" refere-se à autoridade de ensino da Igreja. Entende-se que essa autoridade está incorporada no episcopado, que é a agregação dos bispos atuais da Igreja, liderados pelo Bispo de Roma (o Papa), que tem autoridade sobre os bispos, individualmente e como um corpo, bem como sobre cada um dos católicos diretamente.
A primazia apostólica que o Romano Pontífice possui como sucessor de Pedro, o príncipe dos apóstolos, inclui também o poder supremo de ensinar. Esta Santa Sé sempre sustentou isso, o costume constante da Igreja o demonstra, e os concílios ecumênicos, particularmente aqueles em que Oriente e Ocidente se encontraram na união da fé e da caridade, o declararam.

### Ex cathedra
Há uma distinção entre o Magistério Solene e o Magistério Ordinário. Quando o Papa emite uma definição dogmática, ele está falando ex cathedra em um exercício do Magistério Solene. Ex cathedra significa literalmente "da cátedra"; é um termo teológico que significa ensino autoritário e é mais particularmente aplicado às definições dadas pelo pontífice romano. A segunda forma de ensino da Igreja, o Magistério Ordinário, é continuamente exercido pela Igreja, especialmente em seu ensino universal sobre fé e moral.
Para que uma declaração papal seja considerada "ex cathedra", ela deve ser feita pelo Papa como mestre supremo e pastor de toda a Igreja; deve ser sobre uma questão de fé e moral; e deve ser definitiva e aplicável à Igreja universal.

## Infalibilidade
A infalibilidade papal foi assim definida formalmente em 1870, embora a tradição por trás desta visão remonte a muito mais tempo. Na conclusão do quarto capítulo da Pastor aeternus, o concílio declarou o seguinte: 
...Ensinamos e definimos que é um dogma divinamente revelado que o pontífice romano, quando fala ex cathedra, isto é, quando no exercício do ofício de pastor e doutor de todos os cristãos, em virtude de sua suprema autoridade apostólica, define uma doutrina referente à fé ou à moral a ser mantida pela Igreja universal, pela assistência divina prometida a ele no bem-aventurado Pedro, possui aquela infalibilidade com a qual o divino Redentor quis que sua Igreja fosse dotada na definição da doutrina referente à fé ou à moral, e que, portanto, tais definições do pontífice romano são por si mesmas, e não pelo consentimento da Igreja, irreformáveis.
O capítulo foi submetido a duas votações em julho de 1870. Na primeira, em 13 de julho, houve 601 votantes: 451 afirmativos, 62 afirmativos condicionais e 88 negativos. Os últimos grupos foram então autorizados a sair; outros saíram por causa da iminente Guerra Franco-Prussiana. A votação final em 18 de julho viu 433 votos afirmativos e apenas dois negativos, dos bispos Aloisio Riccio e Edward Fitzgerald.
Segundo a teologia católica, esta é uma definição dogmática infalível, elaborada por um concílio ecumênico. Como a definição de 1870 não é vista pelos católicos como uma criação da Igreja, mas como a definição dogmática de uma verdade sobre o Magistério da Igreja, os ensinamentos papais anteriores à proclamação de 1870 podem, se atenderem aos critérios estabelecidos na definição dogmática, ser considerados infalíveis. Ineffabilis Deus é um exemplo disso.

## Oposição e crítica
O padre católico August Bernhard Hasler escreveu uma crítica detalhada do Primeiro Concílio do Vaticano, apresentando a passagem da definição de infalibilidade como orquestrada. Mark E. Powell, em seu exame do tópico de um ponto de vista protestante, escreve: "August Hasler retrata Pio IX como um megalomaníaco inculto e abusivo, e o Vaticano I como um concílio que não foi livre. Hasler, no entanto, está envolvido em polêmica acalorada e obviamente exagera sua imagem de Pio IX. Relatos como os de Hasler, que pintam Pio IX e o Vaticano I nos termos mais negativos, são adequadamente refutados pelo testemunho dos participantes do Vaticano I".